# Турро (станция метро)
«Ту́рро» (итал. Turro) — станция линии M1 Миланского метрополитена; подземная станция, располагается под бульваром Монца (viale Monza) в районе Турро на севере Милана.
Открыта в составе первой очереди линии M1 (от станции «Сесто Марелли» до станции «Лотто») 1 ноября 1964 года.
Устройство станции подобно устройству всех станций первой линии: подземное расположение с двумя путями — по одному для каждого направления и двумя боковыми платформами. Над станционным залом находится мезонин, в котором расположены входные турникеты и будка для сотрудников станции. Расположена на расстоянии 579 метров от станции «Роверето» и 648 метров от станции «Горла».
Со станции производятся пересадки на миланский наземный транспорт.
Оснащение:
- Эскалаторы
- Аппараты для продажи билетов
- Камеры видеонаблюдения